# Korżkowce
Korżkowce (ukr. Коржківці) – wieś na Ukrainie, w obwodzie tarnopolskim, w rejonie krzemienieckim.
Przynależność administracyjna przed 1939 r.: gmina Wyszogródek, powiat krzemieniecki, województwo wołyńskie.